# Área de Conservação da Paisagem de Pilkuse
A Área de Conservação da Paisagem de Pilkuse é um parque natural localizado no condado de Rapla, na Estónia.
A área do parque natural é de 480 hectares.
A área protegida foi fundada em 1992 para proteger o paul de Pilkuse e a sua biodiversidade.